# Granius (Duumvir)
Granius († 78 v. Chr.) entstammte dem römischen Geschlecht der Granii und war 78 v. Chr. Duumvir von  Puteoli. Er verursachte den Tod Sullas.

## Leben
Sulla plante den Wiederaufbau des während des Bürgerkriegs 83 v. Chr. abgebrannten Kapitols und verlangte zur Finanzierung seines Projekts von den italischen Städten die Abgabe einer Steuer. Granius – dessen Pränomen unbekannt ist – lieferte als Gemeindevorsteher von Puteoli den Anteil seiner Stadt aber nicht ab, da er annahm, dass der kranke Sulla bald sterben werde und er danach selbst den zurückgehaltenen Geldbetrag frei verwenden könne. Doch dem ehemaligen Diktator, dem die Weihung des Kapitols sehr am Herzen lag, kam dieses Verhalten des Granius zu Ohren. Er lebte gerade damals auf seinem Landgut bei Puteoli und wurde so wütend auf Granius, dass er ihn in sein Haus vorladen und dort von seinen Dienern erdrosseln ließ. Infolge des Konflikts geriet er aber in einen solchen Ingrimm, dass er brüllte und sich heftig bewegte, weshalb er einen starken Blutsturz erlitt. Dies zehrte derart an seinen Kräften, dass ihn am nächsten Morgen der Tod ereilte.